# Деверс, Рафаэль
Рафаэль Деверс Кальканьо (исп. Rafael Devers Calcaño, 24 октября 1996, Санчес) — доминиканский бейсболист, выступающий за команду МЛБ «Бостон Ред Сокс» на позиции игрока третьей базы. Победитель Мировой серии 2018 года. Дважды участник Матчей всех звёзд лиги (в 2021 и 2022 годах), дважды обладатель награды Сильвер Слаггер.

## Карьера
В 2013 году Рафаэль в статусе международного свободного агента подписал контракт с Бостон Ред Сокс, сумма бонуса игроку составила 1,5 млн долларов. Сайт Baseball America отмечал способность Деверса находить контакт с мячом даже если он подан вне страйковой зоны, а аналитик сайта Scout.com Кили Макдэниел выделял умение отбивать мяч в любую часть поля в зависимости от игровой ситуации. Выступления в системе «Ред Сокс» он начал в 2014 году в Доминиканской летней лиге, где он отбивал с показателем 33,7 %, показав лучший результат в атаке среди молодых игроков «Ред Сокс» с 2005 года. В июле руководство клуба перевело его Лигу Галф-Кост. По итогам сезона в Лиге Галф-Кост Деверс вошёл в сборную всех звёзд.
Сезон 2015 года Рафаэль провёл в клубе A-лиги «Гринвилл Драйв». В июле он принял участие в Матче всех звёзд будущего. В 2016 году Деверс принял участие в предсезонных сборах главной команды, после чего был отправлен в «Салем Ред Сокс». Чемпионат 2017 года он начал в «Портленд Си Догз», а летом был переведён в состав «Потакет Ред Сокс». 24 июля 2017 года он впервые был вызван в основной состав и дебютировал в игре против «Сиэтл Маринерс». 26 июля Рафаэль выбил первый хоум-ран в составе «Ред Сокс», став самым молодым игроком, добившимся этого, с 1965 года. В регулярном чемпионате Деверс провёл за клуб 58 игр. В третьей игре Дивизионной серии Американской лиги против Хьюстона он выбил хоум-ран и стал шестым в истории Лиги игроком, сделавшим это до достижения двадцати одного года.
18 апреля 2018 года Рафаэль выбил первый в карьере гранд-слэм-хоум-ран в матче против «Лос-Анджелес Энджелс». 30 июня в матче против «Нью-Йорк Янкис» на выбил второй гранд-слэм в карьере, став самым молодым игроком в истории, которому удалось сделать это в матче между этими командами, а также самым молодым игроком гостевой команды на «Янки-стэдиум», который отбил 5 из 5 (на тот момент Деверсу был 21 год и 249 дней). Всего в том сезоне сыграл 121 матч, в которых отбивал с показателем 24,0%, выбил 21 хоум-ран и оформил 66 RBI. Стал лидером лиги по количеству ошибок (26), кроме того, имел самый низкий среди третьих бейсменов процент филдинга (92,6). Намного лучше выступил в постесзоне, став пятым игроком в истории, выбившим не меньше трёх хоум-ранов до достижения двадцати двух лет. В шестом иннинге пятой игре финальной серии Американской лиги против «Хьюстон Астрос» выбил трёхочковый хоум-ран, тем самым выведя свою команду вперёд, чем помог выиграть игру и выйти в Мировую серию. В девятом четвёртой игры серии оформил RBI, тем самым выведя свою команду вперёд, что послужило началом четырёхочкового камбэка; Деверс стал самым молодым игроком, которому удалось оформить RBI в девятом иннинге и позже игры Мировой серии с 1997 года, когда Эдгар Рентерия выбил закрывающий сингл в седьмой игре серии.
3 июня 2019 года был назван игроком месяца Американской лиги; в мае отбивал с процентом 35,1, а также выбил 8 хоум-ранов. В середине июля стал обладателем награды «Heart & Hustle» среди игроков Бостона 2019. 13 августа стал 47-м и последним игроком в истории лиги, который выбил шесть хитов в игре с экстра-иннингами; в первых девяти иннингах выездной игры с «Кливленд Индианс» он выбил пять из пяти, а шестой хит заработал в десятом иннинге. Кроме того, четыре из его хитов были даблами, что позволило ему стать первым игроком с 1900 года, который выбил шесть и больше хитов и как минимум четыре дабла. 18 августа, заработав 4 RBI в игре против «Балтимор Ориолс», стал первым игроком в сезоне, заработавшим 100 RBI. На следующий день был назван лучшим игроком прошедшей недели в Американской лиге. 21 сентября в игре с «Тампа-Бэй Рейс» выбил 31-й хоум-ран в сезоне, установив новый рекорд франшизы по количеству хоум-ранов, выбитых игроком третьей базы за один сезон, превзойдя достижение Бутча Хобсона 1977 года. 29 сентября, в последний игровой день сезона, в матче против «Канзас-Сити Роялс» отбил три подачи, в итоге отбив за сезон 2019 201 хит и став всего вторым игроком после Уита Меррифилда, которому это удалось. По итогам сезона стал лидером МЛБ по количеству экстра-бейс хитов (90) и занятых баз (359), Американской лиги по количеству даблов (54), а также по количеству ошибок среди третьих бейсменов (22). В голосовании на MVP Американской лиги занял 12-е место.
В следующем сокращённом сезоне сыграл 57 игр, отбивал с процентом 26,3, заработал 43 RBI и выбил 11 хоум-ранов. Стал худшим игроком лиги по количеству ошибок (14), допустив более чем в два раза больше ошибок, чем любой другой игрок третьей базы Американской лиги, а также имел худший процент игры в обороне среди всех третьих бейсменов МЛБ.
15 января 2021 года подписал однолетнее соглашение на 4,575 миллиона долларов. 1 июля был назван стартовым игроком третьей базы команды Американской лиги на Матч всех звёзд. 4 сентября в игре против «Кливленда» выбил трёхрановый хоум-ран, что позволило ему набрать 100-й RBI за сезон во второй раз в карьере. Вместе с командой вышел в Чемпионскую серию Американской лиги, где вылетел от «Хьюстон Астрос». В 11 играх плей-офф отбил 13 из 44 (29,5%). Во второй игре Чемпионской серии вместе с Джей Ди Мартинесом выбил по гранд-слэму; впервые команда МЛБ выбила два гранд-слэма в игре плей-офф. 11 ноября получил награду Сильвер Слаггер игроку третьей базы Американской лиги. В голосовании на MVP Американской лиги занял 11-е место, а также был выбран на позицию третьего бейсмена в 2-ю сборная всех звёзд МЛБ. 
23 марта 2022 года подписал контракт на 11,2 миллиона долларов. 8 июля во второй раз подряд Деверса был выбран в стартовый состав АЛ на МВЗ. Всего в сезоне отбивал с процентом 29,5, выбил 27 хоум-ранов и заработал 88 RBI за 141 игру. Был назван финалистом награды Хэнка Аарона, награды Сильвер Слаггер, а также номинировался в Сборную всех звёзд МЛБ.
3 января 2023 года Деверс и «Ред Сокс» договорились о зарплате игрока на сезон размером в 17,5 миллионов долларов. 11 января подписал десятилетнее продление контракта на сумму 313,5 миллионов долларов, которое вступило в силу в следующем сезоне. 9 ноября получил свою вторую награду Сильвер Слаггер.

## Личная жизнь
Родился 24 октября 1996 года в провинции Санчес-Рамирес в семье мистера Деверса и Лукреции Гарсия. Кузен Рафаэля, Хосе Деверс, также выступал в МЛБ за команду «Майами Марлинс». За Деверсом закрепилось прозвище «Карита» (исп. Carita), что значит «детское личико», потому что в детстве он был очень счастливым и улыбчивым.